# Bulldog americano
Il bulldog americano è una razza canina molossoide originaria degli USA selezionata tramite il lavoro di due allevatori: John D. Johnson e Allen Scott.

La razza non è riconosciuta dalla FCI.

## Storia

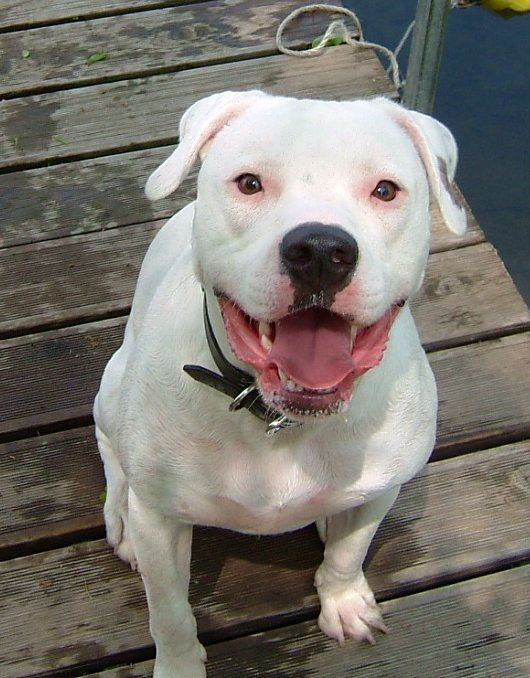
Un bulldog americano "Scott-type" o "Standard-type"

Esemplari di Old English bulldog giunsero in America al seguito dei coloni britannici. Durante il suo mandato quale governatore della neo-conquistata Nuova Olanda (1664-1668), Richard Nicolls ricorse a branchi di bulldog addestrati per circoscrivere il problema dei bovini selvatici nell'isola di Manhattan e nell'attuale Bronx. I cani venivano impiegati per distrarre il toro, azzannandolo sul muso, mentre gli uomini bloccavano il bellicoso erbivoro con una corda intorno al collo.
Differentemente dal bulldog inglese, poi trasformato nel corso del XIX secolo in un cane da compagnia per tramite dell'incrocio con il carlino, il bulldog ha mantenuto, negli USA, le caratteristiche fisiche dell'antenato proprio perché costantemente utilizzato come cane da utilità (soprattutto caccia e guardia), divenendo una razza a sé stante.

## Varianti
Si ritiene generalmente che esistano 2 tipologie di Bulldog americano: il "Bully" o "Classico" quello selezionato originariamente da Johnson e lo "Standard" più prestazionale per quello selezionato da Alan Scott, esiste inoltre il cosiddetto "Hybrid" (nato dagli incroci tra i due tipi, che comunque durante gli show viene giudicato insieme al tipo "standard". esistono inoltre molte altre varianti sia nei "Bully" o negli Standard, si tratta delle numerose linee di sangue usate per fissare la razza, come le ormai indecifrabili Painter o Margentina, Si ritiene che il Bulldog americano discenda da bulldogs da lavoro comuni nei ranches e nelle fattorie degli Stati uniti mediorientali e del sud. Numerose altre razze, tra le quali Bulldog inglese, Pointer, Boxer e San Bernardo, potrebbero essere stati parte della formazione del Bulldog americano.

### I bulldog bianchi del sud

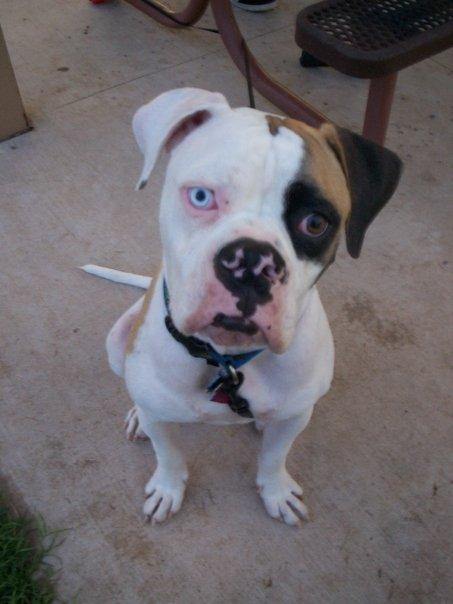
Il bulldog americano presenta spesso l'eterocromia dell'iride

la leggenda racconta che i cani del ceppo Old Southern White dovrebbero rappresentare il tipo originale dell'American Bulldog, allo stesso tempo presentando caratteristiche in comune coi pit bull: più probabilmente questa razza è stata generata con un incrocio fra pit bull e degli American Bulldogg per produrre cani più adatti alla caccia. Con la crescente popolarità degli American Bulldog, molti allevatori di cani hanno abbandonato le razze che usavano curare e si sono specializzati sui Southern White, essendo questi anche particolarmente facili da far riprodurre. Sono solitamente utilizzati per la guardia del bestiame, per la caccia al cinghiale e come cani da guardia.

### JDJ American Bulldog
Questa razza prende il nome dall'uomo che la selezionò, il signor JD Johnson.
tra i molti cani usati per fissare il tipo, fu usato un bulldog inglese, West Champs High Hopes, e questa caratteristica è ancora alquanto visibile sulla linea Johnson.
Questi cani tendono ad essere di larga mole e ricordare il caratteristico muso del bulldog, la loro massa li rende meno adatti alla caccia dello Standard o dell'Hybrid e molto più indicati come cani da guardia per la casa, anche per il loro carattere affettuoso

## Standard
Questo cane possente assomiglia alla forma archetipica del bulldog, l'Old English bulldog, usata per il combattimento contro il toro. La testa del bulldog americano è larga, il collo e le spalle ricchi di potente muscolatura. Esistono due varianti nell'ambito della razza, lo "Standard" (Scott) che ricorda nelle sembianze un pitbull, mentre il "Bully" (Johnson) assomiglia vagamente a un bullmastiff. Questa differenza è dovuta alle diverse selezioni effettuate dagli allevatori americani John D. Johnson e Allen Scott. Il bulldog americano è ancora molto apprezzato come cane di utilità e quindi sia peso che taglia non sono omogenei come in Inghilterra, dove il bulldog è diventato soprattutto cane da compagnia e soggetto da esposizioni cinofile.

## Galleria d'immagini

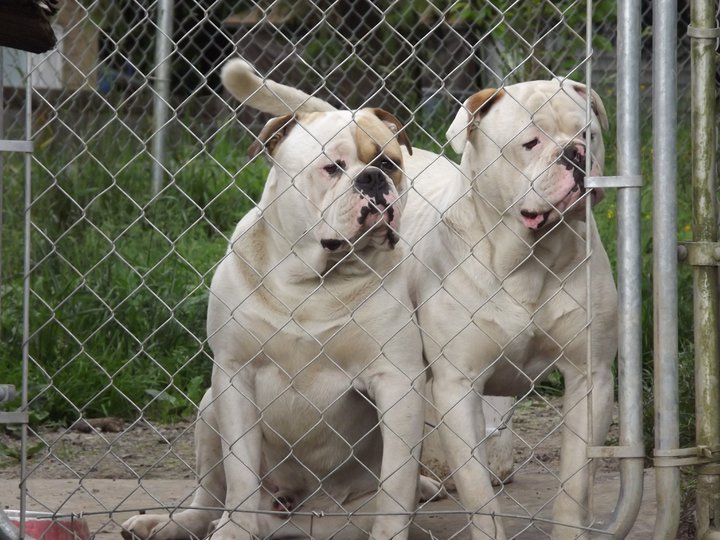
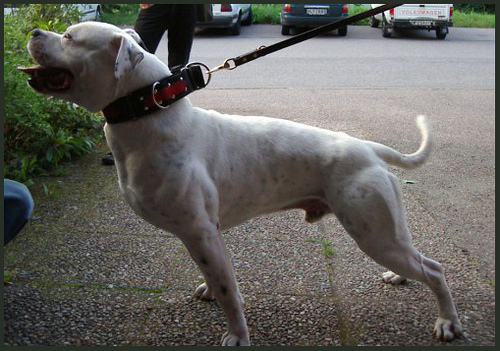
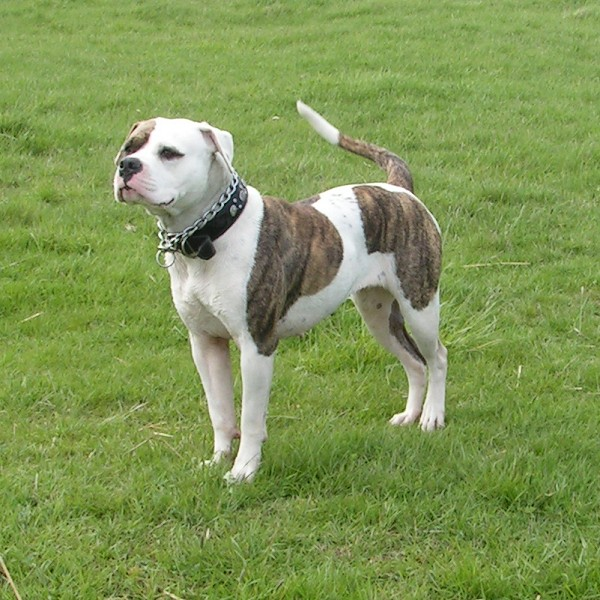
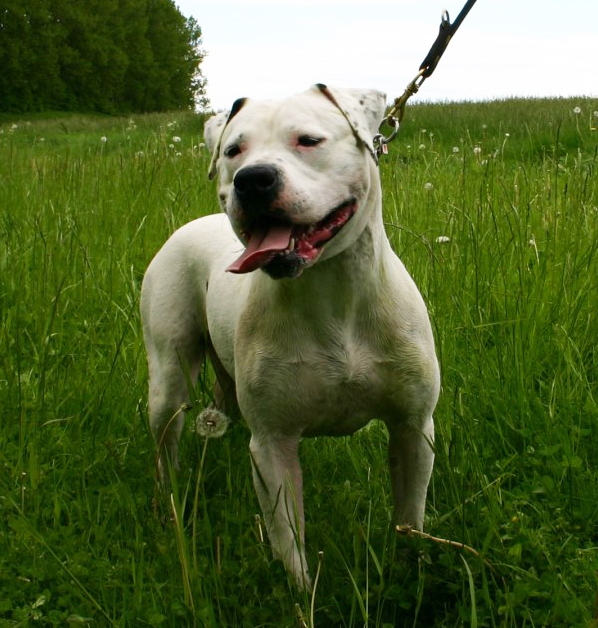
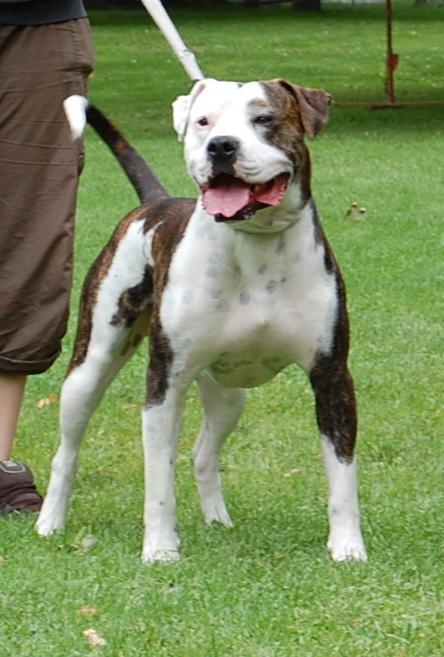
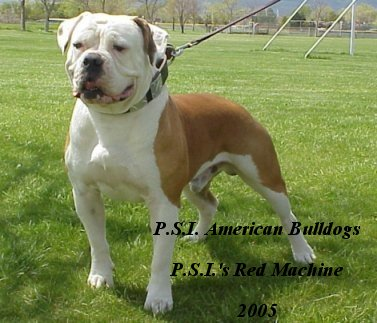
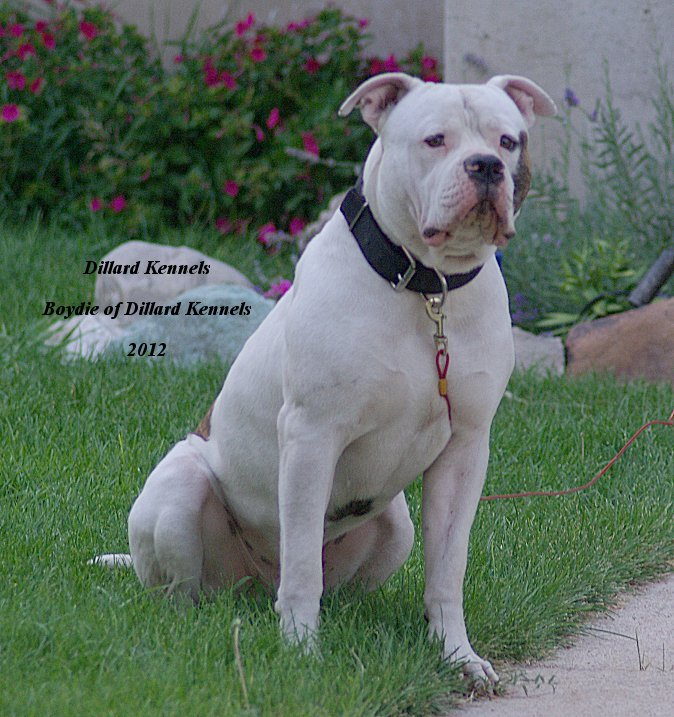
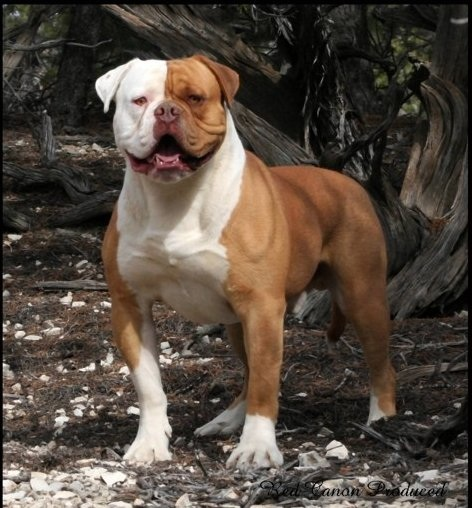
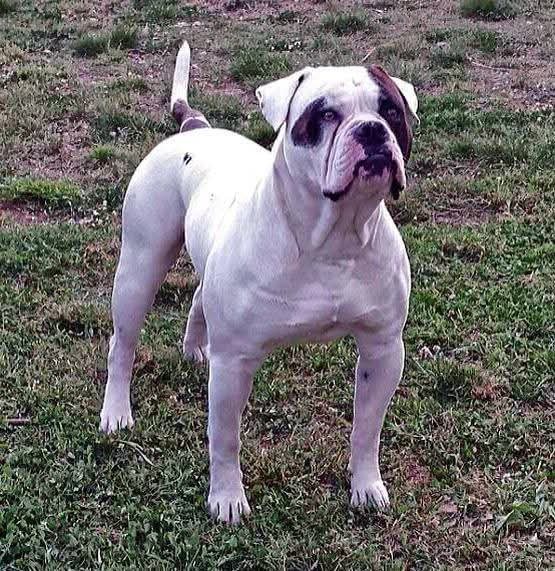